# Mesopolobus fuscipedes
Mesopolobus fuscipedes är en stekelart som beskrevs av Burks 1979. Mesopolobus fuscipedes ingår i släktet Mesopolobus och familjen puppglanssteklar. Inga underarter finns listade i Catalogue of Life.